# Tyee (Oregon)
Tyee ist eine Unincorporated Community im Douglas County, Oregon, USA.